# Прагматизм

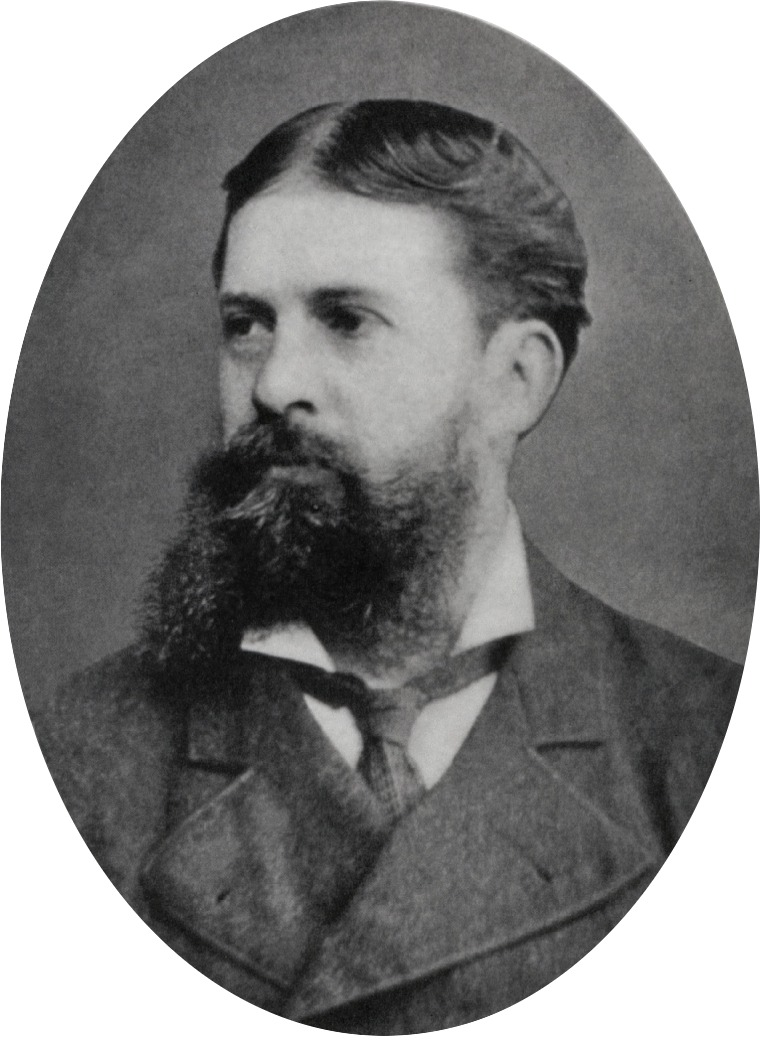
Американець Чарльз Сандерс Пірс — послідовник прагматизму, наступник Уільяма Джеймса (Засновник прагматизму)

Прагмати́зм (з дав.-гр. πρᾶγμα, родовий відмінок πράγματος — «справа, дія») — доктрина або, скоріш, світогляд, що ставить усе знання й правду в пряме відношення до життя та дії; прагматизм судить про значення ідей, суджень, гіпотез, теорій і систем відповідно до їхньої здатності задовольнити людські потреби та інтереси у соціальний спосіб.
Прагматик — послідовник, прихильник прагматизму як філософської системи. В побутовому сенсі, це людина, яка все робить тільки з міркувань доцільності, вигоди, та якій не притаманні бездумні витівки.

## Історія та концепція
Філософський рух прагматизму був започаткований у США як теорія знання Чарльзом С. Пірсом (1878) і його головними представниками були Вільям Джеймс, Фердинанд Шиллер та Джон Дьюї. Прагматизм і гуманізм настільки близько споріднені, що вони можуть вважатися за одне, другий будучи розширенням та експансією першого. Шиллер пояснює це відношення: «Прагматизм видається особливим застосуванням гуманізму до теорії знання. Але гуманізм видається більш універсальним. Він здається має метод який можна застосувати універсально, до етики, естетики, метафізики, теології, до кожної людської справи, і теж до теорії знання.» Отже, гуманізм і прагматизм є ідентичними в принципі і є більш-менш взаємно-замінними термінами.
Прагматизм стверджує, що про істинність вчення можна судити лише через його практичні наслідки, так, постає питання: Чи це мало б якесь значення, якби воно було істинним? Таким чином, прагматисти твердять, що всеосяжні метафізичні системи європейських філософів не мають жодного значення, оскільки їхня істинність чи помилковість не впливали на людський досвід. У науці теорія була істинною якщо вона «діяла» — якщо наставали її очікувані наслідки. В етиці і теології, принцип або вірування було істинним, якщо воно задовольняло його власників. Так, у прагматизмі, істина не є в жодний спосіб постійною, необхідною, універсальною, об'єктивною, абсолютною, а є відносною, перехідною, відділеною, суб'єктивною, особистою. Якщо ідея, судження, припущення, аксіома, постулат, теорія чи система «працює» і задовольняє розумові, емоційні чи соціальні потреби, лише тоді і лише настільки, наскільки вона це робить, вона є цінною та істинною.

### Пірс
Засновник прагматизму Чарлз Пірс порвав з класичною традицією в гносеології, за якою пізнання — це відтворення, відображення світу, а істина полягає у відповідності (збігу) знання і дійсності. Пірс, як і Авенаріус, розглядав мислення як спосіб пристосування людини до дійсності. Пізнання як відображення дійсності, досягнення істини заради істини він заперечує, трактуючи його як пристосування до середовища, знаходження оптимальних реакцій для його контролювання, задоволення потреб людини. Отже, «мислення (пізнання) розглядається як діяльність, спрямована не на понятійне відображення світу, а винятково на регулювання стосунків між організмом і середовищем, на витворення оптимальних реакцій на задоволення його здатностей пристосування».
Людина, на думку Пірса, виробляє сукупність звичок діяти відповідно до певного середовища, і ці звички ґрунтуються на вірі. Віра в даному разі не є суто релігійною, а швидше переконанням, довірою, яку людина відчуває до певних ідей. Розуміння віри як звички діяти певним чином Пірс запозичив у Юма. Свідомість людини, на його думку, складається не з істин, а з вірувань, тобто із звичок діяти певним чином за певних обставин. Коли ж дія не дає бажаного результату, тобто коли вірування дає збій, тоді виникає сумнів і починається дослідження, що закінчується формуванням нового переконання, нової віри.
Перехід від сумніву до віри досягається завдяки таким методам: методу сліпої впертості; методу авторитету; апріорному методу; науковому методу. Суть методу сліпої впертості полягає в ігноруванні того, що вірування не спрацьовують, у впертому нав'язуванні їх обставинам, що зрештою призводить до краху. Метод авторитету, який найбільш притаманний релігійним вченням, не врятував, на думку Пірса, жодну релігію від критики. Апріорний метод, який виходить із засад розуму, також не здатний привести до твердих вірувань у взаєминах із середовищем, та й самі філософи по-різному ставляться до нього. Справжнім методом Пірс вважає лише науковий. (В останніх трьох методах простежується спільність з трьома ступенями — релігійним, метафізичним і позитивним Конта.) Тільки він, на думку Пірса, придатний для формування спільних вірувань. Складовими наукового методу є дедукція, індукція та абдукція — метод гіпотез, завдяки якому пояснюються факти. У зв'язку із цим Пірс порушує проблему значення наукових понять і висловів (позитивісти виводили значення вислову з процедури його верифікації), у вирішенні ним якої яскраво висвітлилась суть прагматизму. На його думку, значення слова чи виразу зводиться до сукупності практичних наслідків від предмета, про який у ньому йдеться. «Розгляньте, які практичні наслідки, як ми вважаємо, можуть бути створені об'єктом нашого поняття. Поняття про всі наслідки і є повне поняття об'єкта», — пише він. Наприклад, поняття «вогонь» означає сукупність таких практичних наслідків, як тепло, опік, світло, розширення стрижня тощо. Сукупність цих практичних наслідків і є значенням слова «вогонь». Звідси і визначення прагматизму Пірсом як «вчення про те, що кожне поняття є поняттям про мислимі практичні дії». У цьому зведенні поняття до сукупності практичних дій щодо предмета, який воно відображає, і полягає суть знаменитого принципу Пірса. Іншими словами, суть прагматизму полягає в тому, що поняття предмета ототожнюється з пов'язаними з ним практичними наслідками.
Раціональний сенс цієї концепції не викликає сумніву. Зведення значення поняття до сукупності способів практичного застосування предмета, якого воно стосується, свідчить, що мислення виникло в процесі практичної діяльності людини і заради цієї діяльності. Вченому-медику справді економніше мислити «мікроб» як сукупність дій, які він викликає. Але при цьому виникає питання, чи вичерпується значення поняття «мікроб» сукупністю його практичних наслідків. Чи можна звести наукове поняття або вислів до сукупності таких наслідків? На думку опонентів прагматизму, поняття такими наслідками не вичерпується. Під впливом критики Пірс змушений був розширити поняття «практичних наслідків» до «можливих практичних наслідків». Якщо, наприклад, певне значення предмета за певних обставин не зводиться до певних практичних наслідків, то така можливість існує в майбутньому. На цій підставі можна стверджувати, що вислів «У центрі Землі певна температура» має значення, тому що в принципі його можна звести до певних практичних наслідків.
У руслі цієї концепції Пірс переосмислює і проблему істини. Оскільки для нього важливо, щоб знання гарантувало стан віри, тобто успішну взаємодію людини з середовищем, то істина фактично ототожнюється з практичною ефективністю знання. Отже, істинність знання означає його здатність перетворюватись в успішні, ефективні дії. Відповідно, істинна ідея — працездатна ідея. Тому істинне знання — те знання, яке працює на людину і внаслідок цього є корисним.

### Джеймс
Вільям Джеймс (Джемс) надає прагматизму соціально-утилітарного забарвлення. Для нього істина — не просто практичність, а насамперед корисність ідеї. Будь-яка теоретична проблема (релігійна, філософська, наукова) набуває значення лише через відношення до потреб чи інтересів людини. Так, на його думку, важлива не ідея Бога сама по собі, а наслідки для людини залежно від прийняття чи заперечення цієї ідеї. При цьому Джемса мало обходить питання, існує чи не існує Бог насправді. Якщо ідея має практичне значення, то цим самим стверджується реальність її об'єкта. Якщо людині релігійна ідея Бога допомагає вижити, то це свідчить про її істинність. У такий спосіб випробовуються і філософські теорії, їхня істинність визначається життєвою значущістю, впливовістю на людей.
Якщо для Пірса істинність ідеї фактично збігається з її практичністю, то для Джемса істинними є ідеї, що мають сприятливі (очікувані, передбачувані) наслідки, зручні, вигідні, такі, що стають у пригоді людині. Джемс посилив аспект корисності (утилітарності) істини, який у Пірса тільки намітився. Прагматизм, на його думку, на відміну від інших філософських концепцій, не протиставляє істину і благо, а поєднує їх. Істина — це різновид блага, а не щось відмінне від нього. На противагу класичній теорії пізнання, яка виходила з того, що істина морально нейтральна (знання про розщеплення атома саме по собі нейтральне, воно може бути використане і на благо, і на зло людині), Джемс стверджував, що корисність (благо) знання збігається з його істинністю. Для нього істинність будь-якої теорії полягає в її здатності працювати на людину, сприяти успіху. У його розумінні істина — синонім доцільності, корисності, успішності.
Позитивні аспекти концепції Джемса полягають у запереченні цінності відірваного від життя розумування. Ця концепція є стрижнем організації науки як соціального інституту. Адже людину цікавить все, цікавість сама по собі безмежна. Межею може бути тільки практична доцільність. Чому саме цю, а не іншу проблему слід досліджувати, вирішує практичний інтерес. У цьому можна погодитись з Джемсом: істина повинна бути корисною, вона повинна працювати. Однак критерій практичності, тим паче корисності, не позбавлений обмеженості. Він редукує значення понять, ідей до їх сьогоденної цінності, що закриває перспективу розвитку знання. І тому прагматизм вважають обмеженим, вузьким, заземленим світоглядом. Крім того, сам критерій корисності не є чітким: те, що корисно одній людині, не обов'язково є таким для іншої, а це — суб'єктивізм.

### Дьюї
Останнім мислителем з плеяди творців прагматизму є Джон Дьюї. Як і його попередники, він розглядав пізнання як пристосування людини до мінливого середовища. Пізнання, дослідження тлумачив як засіб трансформації неконтрольованої ситуації в контрольовану. Мислення вносить чіткість і гармонію в ситуацію, в якій панували нечіткість і сумніви. Цю трансформацію Дьюї уявляв як формування проблем і проєктів їх розв'язання, а значущість ідей розглядав у відношенні до проблемної ситуації. Тому, на його думку, ідеї — це проекти рішень в проблемній ситуації; розум носить операціональний (спрямований на розв'язання проблем і контролювання ситуації), а не споглядальний характер; практика — єдиний визначник цінності ідей. Дьюї розглядав ідеї як інструменти, засоби розв'язання проблем. Тому його вчення іноді називають інструменталізмом.

## Значення
Прагматизм мав великий вплив на розвиток філософської думки в США. На його основі сформувався операціоналізм. Засновник цієї течії американський фізик і теоретик Персі-Вільямс Бріджмен (1882–1961) зводив значення наукових понять до здійснюваних вченим процедур (операцій) вимірювання. Його вплив простежується також в біхевіоризмі — течії в психології, яка зводить свідомість людини до зовнішніх реакцій на подразнення середовища.
Прагматизм відіграв помітну роль у формуванні духовного обличчя XX ст., що виявилося в посиленні практицизму людської поведінки.